# Dhiffushi (Nord-Malé-Atoll)
Dhiffushi (Dhivehi: ދިއްފުށ) ist eine zum Nord-Malé-Atoll (Verwaltungsatoll Kaafu) gehörende Insel der Malediven. Sie liegt ca. 200 m südlich von Meerufenfushi. Die Insel ist 950 m lang, 200 m breit und hat eine Fläche von 22,4 Hektar, davon 6,4 ha durch Landgewinnung.
Dhiffushi ist eine von Maledivern bewohnte Insel (sogenannte „local island“) und durfte früher nur im Rahmen organisierter Touren besucht werden. Seit auf den Local Islands auch Gasthäuser erlaubt sind, kann man dort auch Ferien verbringen. Es gibt bereits mehrere Gasthäuser, die alle ein unterschiedliches Konzept haben, weitere sind in Bau.
Die Einwohnerzahl beträgt 1.053 (Stand: Zensus 2014).